# Давид Кастийо
Давид Кастийо (на испански: David Castillo) е испански актьор.

## Филми
- Torrente 4 (2011)
- El diario de Carlota (2010)
- Cámping (2006)
- Supervillanos (2006)
- El séptimo día (2004)
- Hospital central (2003)

## Сериали
- „Аида“ – (2005 – )